# Esqui cross-country nos Jogos Paralímpicos de Inverno de 2014 - 10 km masculino
A prova de 10 km masculino do esqui cross-country nos Jogos Paralímpicos de Inverno de 2014 foi realizada no Centro de Esqui Cross-Country e Biatlo Laura, na Clareira Vermelha, em 16 de março de 2014.

## Medalhistas
|        | Atletas sentados    | Atletas em pé           | Deficientes visuais                             |
| ------ | ------------------- | ----------------------- | ----------------------------------------------- |
| Ouro   | CAN Chris Klebl     | RUS Aleksandr Pronkov   | CAN Brian McKeever / Erik Carleton (guia)       |
| Prata  | UKR Maksym Yarovyi  | RUS Vladimir Kononov    | RUS Stanislav Chokhlaev / Maksim Pirogov (guia) |
| Bronze | RUS Grigory Murygin | RUS Vladislav Lekomtcev | FRA Thomas Clarion / Julien Bourla (guia)       |

## Resultados

### Atletas sentados
| Pos.              | Bib | Atleta                    | Tempo real | Tempo calculado | Diferença |
| ----------------- | --- | ------------------------- | ---------- | --------------- | --------- |
| Medalha de ouro   | 20  | CAN Chris Klebl           | 32:50.2    | 30:52.0         | —         |
| Medalha de prata  | 27  | UKR Maksym Yarovyi        | 36:10.3    | 31:06.5         | +14.5     |
| Medalha de bronze | 25  | RUS Grigory Murygin       | 31:18.2    | 31:18.2         | +26.2     |
| 4                 | 28  | RUS Roman Petushkov       | 31:22.5    | 31:22.5         | +30.5     |
| 5                 | 23  | JPN Kozo Kubo             | 33:40.4    | 31:39.2         | +47.2     |
| 6                 | 22  | ITA Enzo Masiello         | 34:25.7    | 32:21.8         | +1:29.8   |
| 7                 | 26  | RUS Irek Zaripov          | 32:25.2    | 32:25.2         | +1:33.2   |
| 8                 | 15  | GER Martin Fleig          | 33:35.1    | 32:34.6         | +1:42.6   |
| 9                 | 18  | USA Andrew Soule          | 32:56.1    | 32:56.1         | +2:04.1   |
| 10                | 24  | USA Daniel Cnossen        | 33:02.0    | 33:02.0         | +2:10.0   |
| 11                | 14  | BLR Dzmitry Loban         | 33:27.8    | 33:27.8         | +2:35.8   |
| 12                | 17  | BLR Yauheni Lukyanenka    | 33:34.8    | 33:34.8         | +2:42.8   |
| 13                | 16  | FRA Romain Rosique        | 36:01.4    | 33:51.7         | +2:59.7   |
| 14                | 9   | USA Aaron Pike            | 35:03.1    | 34:00.0         | +3:08.0   |
| 15                | 11  | RUS Ivan Goncharov        | 35:18.2    | 34:14.7         | +3:22.7   |
| 16                | 19  | USA Sean Halsted          | 35:25.7    | 34:21.9         | +3:29.9   |
| 17                | 10  | POL Kamil Rosiek          | 34:36.9    | 34:36.9         | +3:44.9   |
| 18                | 6   | SVK Vladmir Gajdiciar     | 34:42.8    | 34:42.8         | +3:50.8   |
| 19                | 13  | UKR Mykhaylo Tkachenko    | 35:22.6    | 35:22.6         | +4:30.6   |
| 20                | 8   | UKR Oleksandr Korniiko    | 35:23.5    | 35:23.5         | +4:31.5   |
| 21                | 5   | BRA Fernando Rocha        | 36:44.0    | 35:37.9         | +4:45.9   |
| 22                | 12  | USA Jeremy Wagner         | 36:46.7    | 35:40.5         | +4:48.5   |
| 23                | 7   | USA Travis Dodson         | 35:49.6    | 35:49.6         | +4:57.6   |
| 24                | 3   | CAN Yves Bourque          | 39:11.5    | 39:11.5         | +8:19.5   |
| 25                | 2   | ITA Giordano Tomasoni     | 41:01.6    | 39:47.8         | +8:55.8   |
| 26                | 1   | CAN Sebastien Fortier     | 41:17.7    | 40:03.4         | +9:11.4   |
|                   | 4   | ITA Roland Ruepp          | DNF        |                 |           |
|                   | 21  | NOR Trygve Steinar Larsen | DNS        |                 |           |

### Atletas em pé
| Pos.              | Bib | Atleta                   | Tempo real | Tempo calculado | Diferença |
| ----------------- | --- | ------------------------ | ---------- | --------------- | --------- |
| Medalha de ouro   | 69  | RUS Aleksandr Pronkov    | 27:16.2    | 23:59.9         | —         |
| Medalha de prata  | 86  | RUS Vladimir Kononov     | 27:17.2    | 24:00.7         | +0.8      |
| Medalha de bronze | 87  | RUS Vladislav Lekomtcev  | 25:06.8    | 24:06.5         | +6.6      |
| 4                 | 88  | RUS Rushan Minnegulov    | 25:02.6    | 24:17.5         | +17.6     |
| 5                 | 85  | RUS Kirill Mikhaylov     | 25:15.0    | 24:29.6         | +29.7     |
| 6                 | 83  | NOR Nils-Erik Ulset      | 27:39.5    | 24:37.0         | +37.1     |
| 7                 | 80  | FIN Ilkka Tuomisto       | 25:42.0    | 24:55.7         | +55.8     |
| 8                 | 79  | FRA Benjamin Davet       | 27:19.4    | 25:08.2         | +1:08.3   |
| 9                 | 78  | RUS Sergey Lapkin        | 26:00.3    | 25:13.5         | +1:13.6   |
| 10                | 84  | UKR Ihor Reptyukh        | 26:01.4    | 25:14.6         | +1:14.7   |
| 11                | 81  | CAN Mark Arendz          | 26:19.6    | 25:16.4         | +1:16.5   |
| 12                | 75  | RUS Azat Karachurin      | 28:45.4    | 25:18.4         | +1:18.5   |
| 13                | 52  | AUT Michael Kurz         | 28:37.7    | 25:45.9         | +1:46.0   |
| 14                | 76  | RUS Aleksandr Iaremchuk  | 26:50.7    | 25:46.3         | +1:46.4   |
| 15                | 67  | BLR Siarhei Silchanka    | 26:37.7    | 25:49.8         | +1:49.9   |
| 16                | 74  | UKR Grygorii Vovchynskyi | 26:50.4    | 26:02.1         | +2:02.2   |
| 17                | 82  | JPN Yoshihiro Nitta      | 27:02.5    | 26:13.8         | +2:13.9   |
| 18                | 77  | NOR Hakon Olsrud         | 27:11.6    | 26:22.7         | +2:22.8   |
| 19                | 70  | UKR Vitalii Sytnyk       | 27:54.1    | 26:47.1         | +2:47.2   |
| 20                | 65  | POL Witold Skupien       | 30:43.8    | 27:02.5         | +3:02.6   |
| 21                | 72  | GER Tino Uhlig           | 27:53.8    | 27:03.6         | +3:03.7   |
| 22                | 73  | JPN Keiichi Sato         | 28:10.9    | 27:20.2         | +3:20.3   |
| 23                | 68  | ARG Pablo Javier Robledo | 28:17.2    | 27:26.3         | +3:26.4   |
| 24                | 63  | CHN Zou Dexin            | 29:01.0    | 27:51.4         | 3:51.5    |
| 25                | 64  | BLR Siarhei Vauchunovich | 29:04.8    | 27:55.0         | 3:55.1    |
| 26                | 71  | UKR Vladyslav Maystrenko | 28:51.5    | 27:59.6         | +3:59.7   |
| 27                | 66  | FIN Lasse Kankkunen      | 29:02.1    | 28:09.8         | +4:09.9   |
| 28                | 62  | CHN Cheng Shishuai       | 30:50.5    | 29:36.5         | +5:36.6   |
| 29                | 61  | USA Omar Bermejo         | 31:06.5    | 29:51.8         | +5:51.9   |
| 30                | 57  | FIN Juha Harkonen        | 30:58.1    | 30:02.4         | +6:02.5   |
| 31                | 60  | MGL Ganbold Matmunkh     | 31:42.8    | 30:26.7         | +6:26.8   |
| 32                | 55  | USA John Oman            | 31:59.4    | 31:01.8         | +7:01.9   |
| 33                | 54  | JPN Keigo Iwamoto        | 34:52.9    | 31:02.7         | +7:02.8   |
| 34                | 53  | CHN Liu Jianhui          | 32:02.6    | 31:04.9         | +7:05.0   |
| 35                | 56  | CHN Du Haitao            | 35:42.7    | 31:25.6         | +7:25.7   |
| 36                | 58  | CAN Louis Fortin         | 34:21.2    | 32:58.8         | +8:58.9   |
| 37                | 59  | CHN Tian Ye              | 34:00.5    | 32:59.3         | +8:59.4   |
| 38                | 51  | KAZ Yerlan Omarov        | 36:19.9    | 33:25.5         | +9:25.6   |

### Deficientes visuais
| Pos.              | Bib | Atleta                                       | País               | Tempo real | Tempo calculado | Diferença |
| ----------------- | --- | -------------------------------------------- | ------------------ | ---------- | --------------- | --------- |
| Medalha de ouro   | 118 | Brian McKeever Guia: Erik Carleton           | CAN Canadá         | 23:18.1    | 23:18.1         | —         |
| Medalha de prata  | 119 | Stanislav Chokhlaev Guia: Maksim Pirogov     | RUS Rússia         | 26:55.1    | 23:25.1         | +7.0      |
| Medalha de bronze | 115 | Thomas Clarion Guia: Julien Bourla           | FRA França         | 27:52.3    | 24:14.9         | +56.8     |
| 4                 | 117 | Nikolay Polukhin Guia: Andrey Tokarev        | RUS Rússia         | 25:13.4    | 24:43.1         | +1:25.0   |
| 5                 | 113 | Vasili Shaptsiaboi Guia: Mikhail Lebedzeu    | BLR Bielorrússia   | 25:23.3    | 24:52.8         | +1:34.7   |
| 6                 | 116 | Zebastian Modin Guia: Albin Ackerot          | SWE Suécia         | 29:03.1    | 25:16.5         | +1:58.4   |
| 7                 | 106 | Jacob Adicoff Guia: Reid Pletcher            | USA Estados Unidos | 25:43.0    | 25:43.0         | +2:24.9   |
| 8                 | 109 | Anatolii Kovalevskyi Guia: Oleksandr Mukshyn | UKR Ucrânia        | 26:21.7    | 25:50.1         | +2:32.0   |
| 9                 | 112 | Alexsander Artemov Guia: Ilya Cherepanov     | RUS Rússia         | 30:10.4    | 26:15.0         | +2:56.9   |
| 10                | 108 | Iaroslav Reshetynskiy Guia: Dmytro Khurtyk   | UKR Ucrânia        | 26:15.3    | 26:15.3         | +2:57.2   |
| 11                | 111 | Iurii Utkin Guia: Vitaliy Kazakov            | UKR Ucrânia        | 26:45.8    | 26:45.8         | +3:27.7   |
| 12                | 114 | Oleg Ponomarev Guia: Andrei Romanov          | RUS Rússia         | 27:12.7    | 27:12.7         | +3:54.6   |
| 13                | 110 | Vladimir Udaltcov Guia: Ruslan Bogachev      | RUS Rússia         | 27:26.3    | 27:26.3         | +4:08.2   |
| 14                | 107 | Erik Bye Guia: Kristian Myhre Hellerud       | NOR Noruega        | 28:15.1    | 28:15.1         | +4:57.0   |
| 15                | 105 | Kevin Burton Guia: David Chamberlain         | USA Estados Unidos | 29:00.6    | 28:25.8         | +5:07.7   |
| 16                | 104 | Rudolf Klemetti Guia: Timo Salminen          | FIN Finlândia      | 30:52.9    | 30:15.8         | +6:57.7   |
| 17                | 103 | Kairat Kanafin Guia: Dmitriy Kolomeyets      | KAZ Cazaquistão    | 31:12.8    | 30:35.3         | +7:17.2   |
| 18                | 102 | Choi Bogue Guia: Seo Jeongryun               | KOR Coreia do Sul  | 35:24.2    | 35:24.2         | +12:06.1  |
| 19                | 101 | Svetoslav Georgiev Guia: Ivan Birnikov       | BUL Bulgária       | 37:43.6    | 36:58.3         | +13:40.2  |

Legenda
| Recorde mundial      | Recorde mundial (World record)               |                       | Recorde africano                      | Recorde africano (African) |                                           | Q | Classificado por posição (Qualified) |
| Recorde olímpico     | Recorde olímpico (Olympic record)            | Recorde da América    | Recorde da América (Americas)         | q                          | Classificado por melhor tempo (Qualified) |   |                                      |
| Melhor marca do ano  | Melhor marca do ano (World leading)          | Recorde asiático      | Recorde asiático (Asian)              | DNS                        | Não largou (Did not start)                |   |                                      |
| Recorde nacional     | Recorde nacional (National record)           | Recorde europeu       | Recorde europeu (European)            | DNF                        | Não terminou (Did not finish)             |   |                                      |
| Recorde pessoal      | Recorde pessoal do atleta (Personal best)    | Recorde da Oceania    | Recorde da Oceania (Oceania)          | DSQ / DQ                   | Desclassificado (Disqualified)            |   |                                      |
| Recorde da temporada | Recorde da temporada do atleta (Season best) | Recorde sul-americano | Recorde sul-americano (South America) | NM                         | Sem marca (No mark)                       |   |                                      |